# Kurt Kummer
Kurt Kummer (* 6. September 1894 in Brehna; † 29. April 1966 in Marburg) war ein deutscher Ministerialbeamter für das Siedlungswesen und Verbandsfunktionär der Holzwirtschaft.

## Leben
Kurt Kummer besuchte das Melanchthon-Gymnasium in Wittenberg und zog 1914 in den Ersten Weltkrieg. Dreimal verwundet und erst 1918 als Batteriechef entlassen, studierte er Agrarwissenschaft in München, Halle (Saale) und Berlin. 1921 wurde er Mitglied des Corps Makaria München. 1931 schloss er sich der SA an, zum 1. März 1932 trat er der NSDAP bei (Mitgliedsnummer 952.285). Nach der Promotion zum Dr. agr. kam er in der Weimarer Republik über das Siedlungswesen in landwirtschaftliche Spitzenorganisationen in Berlin und wurde geschäftsführender Direktor der Gesellschaft zur Förderung der inneren Kolonisation. Im Reichsministerium für Ernährung und Landwirtschaft wurde er 1934 Ministerialrat und 1937 Ministerialdirektor und als solcher Sonderbeauftragter für die Fragen der Neubildung deutschen Bauerntums (Abt. III). Kummer war zugleich Abteilungsleiter im Amt für Agrarpolitik der Reichsleitung der NSDAP. Kummer war Mitglied der Schutzstaffel (SS-Mitglieds-Nr. 99.437); 1939 wurde er zum SS-Obersturmbannführer befördert. Daneben war er ständiger Vertreter des Reichsbundes der deutschen Diplomlandwirte. 1941 wurde er zum Heeresdienst eingezogen. Als Ministerialdirektor z. Wv. und Holzfachmann engagierte er sich nach dem Zweiten Weltkrieg im Verband der Faserplattenindustrie und in der europäischen FEROPA. 1965, mit 71 Jahren, wurde er Corpsschleifenträger der Guestphalia Marburg.

## Schriften
- Anbau von Arzneipflanzen. Leipzig: Verlag für Kunst und Wissenschaft A. O. Paul 1927.
- Die Entwicklung der landwirtschaftlichen Siedlung in der Provinz Grenzmark Posen-Westpreußen, 1929.
- Anbau von Arzneipflanzen. Anweisungen für Landwirte und Gärtner zum erfolgreichen Anbau der Drogenpflanzen, Hannover 1930.
- Das ländliche Bauwesen in Dienst der Landfluchtbekämpfung und der Neubildung deutschen Bauerntums. In: Nationalsozialistische Monatshefte. Zentrale politische u. kulturelle Zeitschr. d. NSDAP. Bd. 10, (1939), S. 707–715.
- Die Holzfaserplattenindustrie Westdeutschlands mit internationalen Übersichten. Verband der Deutschen Faserplattenindustrie und Verwandter Betriebe, Frankfurt a. M. (ca. 1955).
- Holz, Heim, Hygiene. Dt. Ges. für Holzforschung, Stuttgart 1958.
- Werden und Wirken des Verbandes der Deutschen Faserplattenindustrie. Verband der Deutschen Faserplattenindustrie und Verwandter Betriebe, Frankfurt a. M. 1960.